# Vilar Chão (Alfândega da Fé)
Vilar Chão ist eine Gemeinde (Freguesia) im portugiesischen Kreis Alfândega da Fé. In ihr leben 204 Einwohner (Stand 19. April 2021).